# Шарлык (Оренбургская область)
Шарлы́к — село, административный центр Шарлыкского района Оренбургской области

## Этимология
В 1925 году, постановлением ВЦИК от 12 января, село Михайловское было переименовано в село Шарлык (встречался вариант названия Шарлык-Михайловское). Это название село приобрело от речки, протекающей рядом. Само слово «шарлыҡ», в переводе с башкирского языка, означает «болотистая река», где шар — болото, -лык — аффикс.

## География
Село расположено между реками Кармалка и Шарлык. Районный центр связан трассой федерального значения Казань-Оренбург с областным центром. Расстояние до областного центра 148 км.

## История
Первыми жителями села Михайловского (Шарлыка) были переселенцы из Рязанской губернии, государственные крестьяне — великоруссы, которые пришли сюда в 1809 году, под Петров день в количестве около 300 человек. Название село Михайловское получило от имени первого ходока — переселенца Михаила Тычинина.
Места, где селились переселенцы, в своем историческом очерке священник Н. Жинжин описывает так: «Село Михайловское расположено на широкой равнине, окаймленной с трех сторон меленькими речками: Шарлык и Кармалка. Местность, окружающая село, имела очень красивый холмистый вид. Вокруг села росли непроходимые леса, среди которых множество родниковых ключей, бродило много пушных зверей, и водилась дичь…».
Самой первой улицей Шарлыка была Большая улица (Ленинская), первый базар был на этой улице, а затем стали застраиваться другие улицы — Советская (Сластенка), Пролетарская (Собачий хуторок), Мусы Джалиля (Абдулинская), Кирова (хутор Тихонков), Больничная (Мешков), Курочкина (Зажопино), Калининская (Дристовка).
Сластенка была широкой улицей, где была базарная площадь с купеческими магазинами, где продавались в основном сладости. Собачий хуторок сначала имел несколько дворов, в каждом из которых было много собак, поэтому улица получила такое название. Абдулинская улица получила своё название от Ново-Московской дороги (позднее Екатериненский почтовый тракт Казань — Оренбург), пролегавший на Абдулино. Екатериненский тракт проходил через село по улицам Мусы Джалиля и Калининская (современное название) и далее через мост на с. Мустафино. Улица Зажопино находилась на востоке от центра, поэтому позднее она была переименована на более приличную Восточную. От других улиц села улицу Курочкина отделяет река Кармалка. На улице Мешков жил ранее богатый купец Мешков, который владел предприятием по выделке овчины. Хутор Тихонков находился в районе Лютиковой мельницы, первым жителем этой улицы был Тихонков. Дристовка (позднее Складская, телеграфная, а ныне — Калининская) имела болота и озера, которые со временем начали пересыхать и стали появляться поселения в шахматном порядке. Постепенно улица заселялась и выпрямлялась. Здесь построили винный склад, и улица получила название Складская. А когда на ней построили телеграф, то улицу переименовали в Телеграфную. Позднее улицу назвали Калининская. (Примечание. Первоначальное образование улиц происходит вдоль почтового тракта Казань — Оренбург. Это можно увидеть на примере других сёл, расположенных вдоль тракта — Ратчино, Сарманай, Кармалка, Мустафино, Юзеево. По центру этих селений пролегает почтовый тракт. Следовательно первоначально образовались улицы, ныне М.Джалиля и Калининская).
В 1850 году в селе появилось Министерское одноклассное училище. В 1861 году священником Николаем Архангельским была открыта мужская школа, где обучалось 50 мальчиков. В 1863 — женская школа, в которой обучалось 35 девочек. Село было главным торгово-административным центром. В том же году было открыто Михайловское волостное правление, в подчинении которого были села: Преображенское, Ново-Георгиевское, Кармалка, Ново-Архангельское, Константиновка. В 1866 году в Михайловском было 235 дворов с населением около 2700 человек. Жители села занимались скотоводством, огородничеством, хлебопашеством, собаководством, пчеловодством. Промышленность в селе была связана с переработкой сельхозсырья и производством строительных материалов. Первыми предприятиями были небольшие водяные мельницы, также в селе были основаны две паровые мельницы, чески, радиозавод, крупорушки, два кирпичных завода, винный склад.
В 1894 году открыто почтово-телеграфное отделение, в нём находилась участковая лечебница с доктором, фельдшером и фельдшерицей-акушеркой, при лечебнице — приёмный покой. В 1897 году открылась второклассная церковно-учительская школа; она размещалась в 2-этажном доме торговца Тишмана. В 1896 году была построена большая каменная церковь с колокольней, алтарями, а позже была сооружена каменная часовня без колокольни, алтарей. В 1901 году открылась народная чайная библиотека.
1909 год, 25 января в 12 часов дня после молебствия совершенного настоятелем прихода свящ. Ал. Полотребновым, в сослужении 2-го свящ. О. Н. Жинжина, состоялось открытие Михайловского церковно-приходского совета, утверждённого Епархиальным Начальством под председательством настоятеля прихода. Псаломщик М. Медведев.
До революции 1917 года Шарлык был значимым волостным центром, входил в состав Оренбургского уезда. Здесь размещались высшие власти на селе — земские начальники двух участков, судебный следователь, становой пристав с отрядом урядников и стражников, кузнец Егор, землеустроитель, страховой агент, начальник почты и пр. Здесь также находился орган крестьянского самоуправления во главе с волостным старостой.
В XX веке продолжается интенсивное экономическое и культурное развитие села Шарлык.
В период с 1965 по 1973 были построены хлебо- и пищекомбинаты, маслозавод, лесхоз, типография, 2 средние и музыкальная школа, 4 детских сада, кинотеатр, пельменная, профессиональное техническое училище, торговый центр. В это же время проведено озеленение села. Вдоль улиц высажены тысячи саженцев, в основном это тополь, клён, амброзия, берёза, карагач. Налажено ночное освещение улиц, по селу проложен водопровод, начата телефонизация, положено начало ремонта дорожного покрытия. В 1968 году построен ретранслятор 6-го телевизионного канала (около села Перовка) положивший начало телевизионному вещанию в Шарлыке и окрестностях.

## Население
| 1959 | 1970  | 1979  | 1989  | 2002  | 2010  | 2021  |
| ---- | ----- | ----- | ----- | ----- | ----- | ----- |
| 5851 | ↗6852 | ↗7950 | ↗8219 | ↘8117 | ↘7575 | ↘7112 |

## Здравоохранение
В Шарлыке действует "Шарлыкская ЦРБ", структурными подразделениями которых являются поликлиника на 450 посещений в сутки, детское отделение, круглосуточный стационар на 75 коек, и дневной стационар на 27 коек, инфекционное и терапевтическое отделение. В окрестных селах действуют медпункты и вречебные амбулатории.

## Образование и культура
Из образовательных учреждений в Шарлыке действуют:
МАОУ «Шарлыкская СОШ № 1», МБОУ «Шарлыкская СОШ № 2», ГАПОУ «Шарлыкский технический техникум», ДЮСШ, детские сады «Рябинушка», № 1, № 2, № 4, Шарлыкская ДШИ.
Из культурных организаций в селе есть культурно-досуговый центр образованный в 2011 году, библиотека, детская библиотека, и кинотеатр.

## Экономика
Сельскохозяйственные предприятия: ОАО «Шарлыкский Агроснаб», СПК «им. Крупской», сельскохозяйственные промышленные предприятия -Шарлыкский лесхоз, ОАО Шарлыкский Агроснаб — молокоцех; ООО «Кошкин дом», ДУ ГУП «Оренбургремдорстрой», ООО «Кожаные изделия», ООО «Влад»; предприятия транспорта и связи — ООО «Шарлыкское ГТП», Шарлыкский цех эксплуатации линейных сооружений связи Оренбургской телеграфно — телефонной станции, Шарлыкский межрайонный узел электросвязи — филиал ОАО «Ростелеком» Оренбургской области, Шарлыкский филиал государственного учреждения «Управления федеральной почтовой связи» Оренбургской области.

## Люди, связанные с селом
- Родимцев, Александр Ильич — советский военачальник, генерал-полковник, дважды Герой Советского Союза
- Колпаков, Пётр Васильевич — старший сержант Рабоче-крестьянской Красной Армии, участник Великой Отечественной войны, Герой Советского Союза
- Ларин, Илларион Иванович — видный политработник РККА, генерал-майор.
- Мячин Константин Алексеевич — российский революционер-большевик, партийный и военный деятель. В историю вошёл прежде всего тем, что организовал, по поручению большевистских властей, перевозку царской семьи из Тобольска в Екатеринбург